# Publicitarios Implicados
Publicitarios Implicados és una associació solidària sense afany de lucre, formada per professionals, estudiants i professorat del món de la comunicació, que dona suport a microentitats en el desenvolupament d'estratègies de comunicació, màrqueting, publicitat, relacions públiques, etc.
Fundada el 2006 per Richard Wakefield, creatiu i professor de comunicació de la Facultat de Comunicació Blanquerna (Universitat Ramon Llull), l'entitat dissenya estratègies de comunicació, crea conceptes i produeix les peces necessàries per a entitats i associacions que no es poden permetre pressupostos en publicitat i comunicació.
El projecte es recolzat per la Facultat de Comunicació Blanquerna i Zenith Media. Es va presentar a les universitats de Joan Carles I de Madrid (l'any 2007), Navarra (l'any 2008), Salamanca (l'any 2009), Girona. L'any 2011 es va presentar a la Pompeu i Fabra, també a les universitats d'Alacant, Barcelona. L'any 2015 a la Universitat Rovira i Virgili i l'any 2016 es va presentar a la UAB, a la Universitat de Sevilla i a ESIC. També es va presentar al II Congrés Internacional de Creativitat i Innovació Social, organitzat per l'associació Crear Mundos, al Centre cultural Sa Nostra de Palma (novembre de 2010) i al Projecte Educatiu de Ciutat de Barcelona.
Va estar premiada en el Publifestival en l'edició de 2009, en la categoria "Joves talents", per la campanya "Queremos llegar antes", per a la Fundación Irene Megías contra la Meningitis.
L'associació està formada per un equip estable de 24 persones i 60 col·laboradors que hi treballen de manera desinteressada. El 35% de l'equip són universitaris o exuniversitaris recents, i el 65%, professionals en actiu.

## Campanyes

### La Ela existe
Campanya feta per a la Plataforma d'Afectats per l'ELA (Esclerosi lateral amiotròfica). Publicitarios Implicados comença a col·laborar amb la plataforma l'any 2010 amb l'objectiu de recaptar fons per a la investigació d'aquesta malaltia rara que actualment no té cura. Es fan diferents accions com un spot. També es busca la participació de celebritats i famosos i aconsegueixen que l'any 2013 els premiïn al Publifestival 2013 com a "Millor Acció de Relacions Públiques" després que 140 figures públiques es posessin la samarreta de La Ela Existe. Algunes d'aquestes persones i entitats són: Mauricio Pochetino, Carles Puyol, Ferran Adrià, Tricicle, Buenafuente, Berto Romero, Carmen Machi, Eduardo Noriega, Fernando Trueba, equips complets dels programas de televisión "Polonia" y "Crackovia", RCD Espanyol, FC Barcelona, Athletic de Bilbao, Reial Madrid, Deportivo de la Coruña, Rayo Vallecano, Elsa Anka, Pep Guardiola, Bojan, Gemma Nierga, Gervasio Deffer, Isabel Coixet, Matías Prats, Joan Manuel Serrat, Gemma Mengual, Ericka Villaécija, Manolo Preciado, Alberto Contador, Concha Velasco, Ricky Rubio, Alejandro Valverde, Jordi Ríos, Ana Goya o Sancho Gracia.
L'any 2016 Publicitarios Implicados llença un documental que narra la història de Toni Garcia "Anty", exjugador de les categories inferiors i amateur del FC Barcelona i entrenador de l'Escola Esportiva BRAFA, qui té ELA. "Anty" va ser diagnosticat d'ELA l'any 2015. El documental es va estrenar el mes de Febrer de 2016 i es va emetre a TV3, i a Barça TV.

### Queremos llegar antes
Per a la «Fundación Irene Megías contra la Meningitis» amb l'objectiu de recaptar fons per a la investigació de la meningitis. Realitzen un spot inspirat en la història de la llebre i la tortuga amb el nom de "Queremos llegar antes". L'anunci s'emet a Antena 3 i Cuatro i obté el premi "Joves Talents" del Publifestival 2009.

### Mai no caminaràs sol
Per a Ampert, associació contra el Càncer, durant els anys 2011 i 2012. L'associació Ampert es dedica al transport col·lectiu i diari per a malalts de càncer de qualsevol dels 27 municipis de l'Alt Penedès, amb necessitat de fer tractament de radioteràpia a l'ICO Duran i Reynals de l'Hospitalet de Llobregat, i que compta amb la col·laboració i seguiment mèdic des de l'Hospital Comarcal de l'Alt Penedès i suport del voluntariat de la Creu Roja de Vilafranca del Penedès. Publicitarios Implicados desenvolupa una campanya amb l'eslògan "Mai no caminaràs sol" on s'inclouen dos spots publicitaris, un documental i l'organització d'un concert musical anomenat Tots Som Ampert, l'any 2011, que des de llavors se celebra cada any.

### I am Syrian
L'any 2015 col·laboren amb Proactiva Open Arms elaborant una campanya de sensibilització formada per tres videos. En aquests videos apareixen personalitats del món de la publicitat, del periodisme i de les relacions internacionals com: Oscar Camps (fundador de Proactiva Open Arms i català de l'any 2015), Risto Mejide, Mariona Omedes, María Ripoll, Toni Segarra, Joaquín Lorente, Lluís Bassat, Judith Colell, Francesc Romeu, Enric Calpena, Joan Tharrats, Carme Basté, Míriam Díez, Josep Maria Carbonell, Sandra Balsells, Dolors Genovès o Andrea Costafreda.